# Front National Algérien
Die Algerische Nationale Front (französisch Front National Algérien, arabisch الجبهة الوطنية الجزائرية, DMG al-Ǧabha al-Waṭaniyya al-Ǧazāʾiriyya) ist eine Partei in Algerien. Sie ist im politischen Spektrum rechts der Mitte positioniert.
Bei der Parlamentswahl vom 30. Mai 2002 erhielt die Algerische Nationalfront 1,6 % der Wählerstimmen und gewann acht von 380 Sitzen in der Nationalen Volksversammlung. Ihren Wähleranteil konnte die algerische Algerische Nationale Front erhöhen, als sie bei der Parlamentswahl von 2007 4,18 % der Stimmen und 13 Sitze errang.